# Третій дивізіон Футбольної ліги

Третій дивізіон Футбольної ліги (англ. Football League Third Division) — третій за рівнем дивізіон англійської Футбольної ліги до утворення Прем'єр-ліги 1992 року.

## Історія
Заснований 1920 року, проте вже з наступного сезону він був розділений на Третій дивізіон Футбольної ліги (Південь) і Третій дивізіон Футбольної ліги (Північ). Лише 1958 року географічний поділ було скасовано і Третій дивізіон знову було відновлено, паралельно зі створенням Четвертого дивізіону.
З сезону 1992-93 до сезону 2003-04 сезону Третій дивізіон був третім дивізіоном Футбольної ліги Англії, і четвертим за рівнем дивізіоном в загальній системі футбольних ліг Англії.
2004 року Третій дивізіон було замінено на Другу футбольну лігу, яка стала четвертим за рівнем дивізіоном Англії.